# Теймураз II
Теймураз II (груз. თეიმურაზ II; 1700 — 8 січня 1762) — цар Кахетії (1733-1736, 1737-1744), потім Картлі (1744-1762). Представник династії Багратіоні. Поет-лірик.

## Життєпис
1722 року перський шах призначив новим царем Кахетії Костянтина II (1722–1732), старшого брата Теймураза. Того ж року Костянтин розпочав війну через Газахське ханство з царем Вахтангом VI. Під час війни царевич Теймураз був відданим сподвижником і помічником свого старшого брата. За деякий час Вахтанг і Костянтин уклали мирну угоду.
1723 року перський шах Тахмасп II, вигнаний афганцями з Ісфахана, закріпившись у Північному Ірані, призначив Костянтина царем Картлі замість Вахтанга VI.
У грудні 1732 року Костянтина було підступно вбито за наказом ахалуиського паші Юсуфа. Османи окупували Кахетинське царство. Новим царем Кахетії став Теймураз II. 1733 року він прибув до Телаві. Невдовзі Теймураз підписав мирну угоду з Ісхаком-пашею, за умовами якої він визнавав свою васальну залежність від Османської імперії.
1736 року, під час відсутності Теймураза, Надір-шах призначив своїм намісником і новим царем у Кахетії Олександра III, сина Давида II.
1738 року Теймураз повернувся з Афганістану. Надір-шах затвердив за ним кахетинський царський престол. Однак Теймураз був змушений підкорятись іранському наміснику у Тбілісі.
1739 року Теймураз на чолі картлі-кахетинського війська брав участь у невдалому поході азербайджанського намісника Ібрагім-хана (брата Надір-шаха) до Дагестану. 32-тисячна перська армія була розбита горцями у битві неподалік від міста Джаніка. Дагестанці розгромили перську армію та переслідували її рештки до річки Алазань. Теймураз із грузинським допоміжним військом зміг повернутись додому.
1738 року після завершення індійської кампанії Надір-шах відпустив із заручників царевича Іраклія, старшого сина Теймураза, до батька. Теймураз одружив його з Кетеван Орбеліані (пом. 1750).

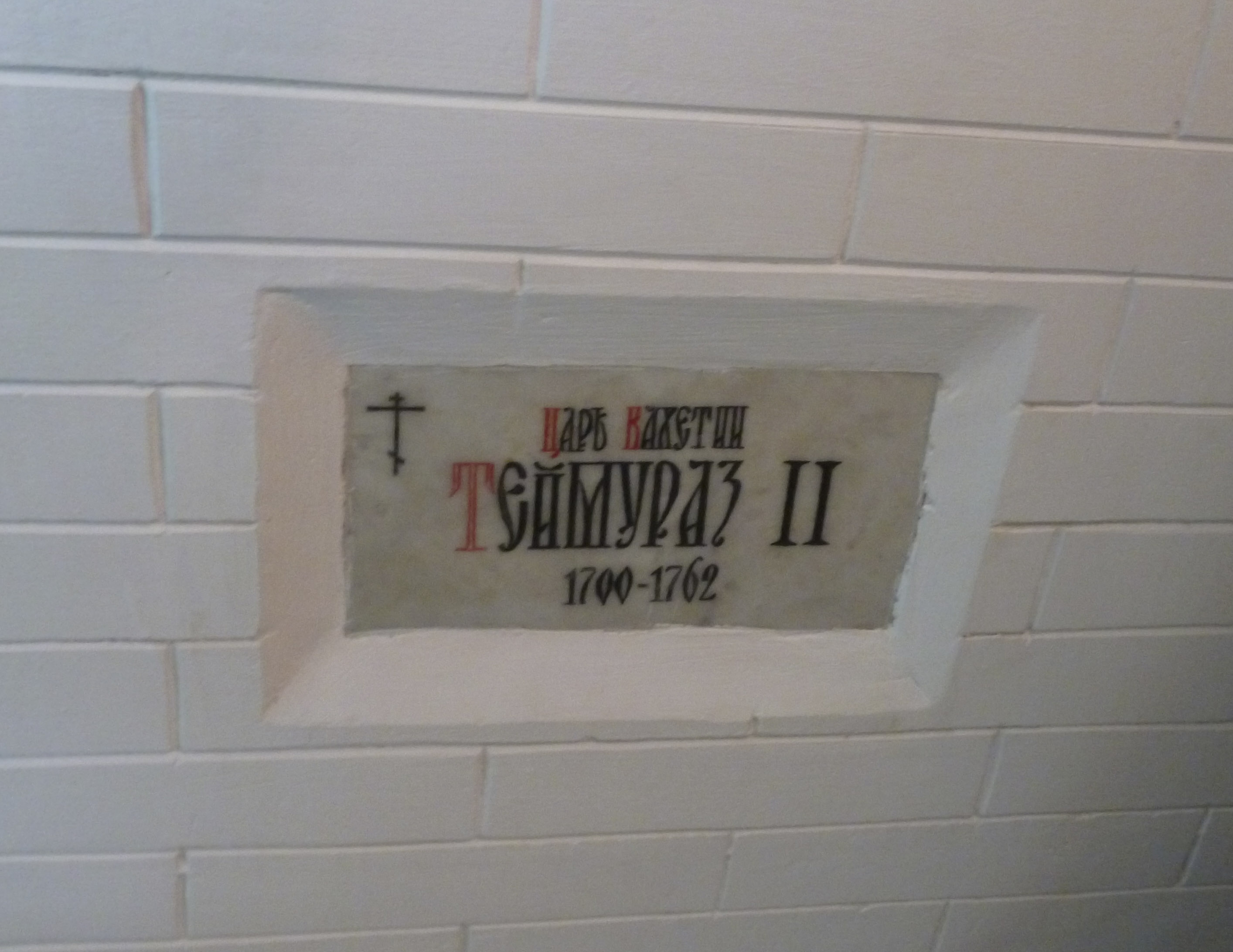
Могила Теймураза II в Успенському соборі Астрахані

1744 року Надір-шах призначив Теймураза царем Картлі, а його сина Іраклія — царем Кахетії.
Теймураз II та Іраклій II, скориставшись смертю Надір-шаха та громадянською війною в Ірані, почали проводити активну зовнішню політику, в результаті якої Еріванське, Гянджинське й Нахічеванське ханства визнали свою васальну залежність від Грузії.
1758 року картлійський цар Теймураз II, кахетинський цар Іраклій II та імеретінський цар Соломон I Великий уклали між собою військово-політичний союз. Того ж року до Грузії вторглись османи Ахалцихе й лезгини з Дагестану. Проте вторгнення було відбито.
1760 року Теймураз, який остерігався Азат-шаха Афгана, виїхав до росії, щоб прохати про допомогу імператрицю Єлизавету Петрівну. Втім російська правителька відповіла відмовою. 8 січня 1762 року Теймураз II помер у Санкт-Петербурзі. Після смерті батька Іраклій II об'єднав під своєю владою Картлі-Кахетинське царство.

## Творчість
Сред творів Теймураза відзначається «Суперечки між днем і ніччю», в якому ретельно змальовуються побут і мораль вищого феодального суспільного прошарку. «Оспівування плодів» Теймураза — типовий зразок розважальної поезії. Цим жанром захоплювалось багато грузинських поетів XVII–XVIII століть. 1760 року, перебуваючи з дипломатичною місією в Росії, Теймураз оспівував у віршованій формі російську красуню Варвару Бутурліну. Також він — автор перекладу грузинською книги «Синдбад-мореплавець».

## Родина
Теймураз II був одружений тричі. Його першою дружиною була Тамара, дочка Багадура II Сідамоні, ерістава (князя) Арагвського, від якої він не мав дітей і розлучився 1710 року.
У лютому 1712 року одружився з Тамарою Картлійською (1697–1746), дочкою царя Картлі Вахтанга VI. Від того шлюбу народились:
- Іраклій (1720–1798), цар Картлі-Кахетинського царства (1762–1798),
- Давид (пом. 1729),
- Іван (пом. 1736),
- Соломон (1747–1749),
- Кетеван, з 1737 року — дружина шаха Ірану Аділь-шаха (1747–1748),
- Єлена (пом. 1743), дружина князя Зази Панашертелі,
- Анна, з 1744 року — дружина князя Деметрія Орбеліані.

1746 року одружився втретє, з Анною Бараташвілі (1734–1784), дочкою князя Бежана Бараташвілі та вдовою князя Кайхосро Цицишвілі. Від того шлюбу народились:
- Тамара (нар. 1749) та
- Єлизавета (1750–1770).